# 圣莱热 (滨海夏朗德省)
圣莱热（法語：Saint-Léger，法語發音：[sɛ̃ leʒe] ⓘ）是法国滨海夏朗德省的一个市镇，位于该省中南部偏东，属于桑特区。

## 地理
圣莱热（45°37'17"N, 0°34'59"W）面积15.88 平方千米，位于法国新阿基坦大区滨海夏朗德省，该省份为法国西部滨海省份，北起旺代省，西临大西洋，南至吉倫特省，东南接多爾多涅省，东北接德塞夫勒省接壤，东临夏朗德省。
与圣莱热接壤的市镇（或旧市镇、城区）包括：贝尔讷伊、布尼欧、科隆比耶、雅泽讷、蒙蒂勒、蓬镇、圣瑟兰德帕莱讷、维拉尔昂蓬。

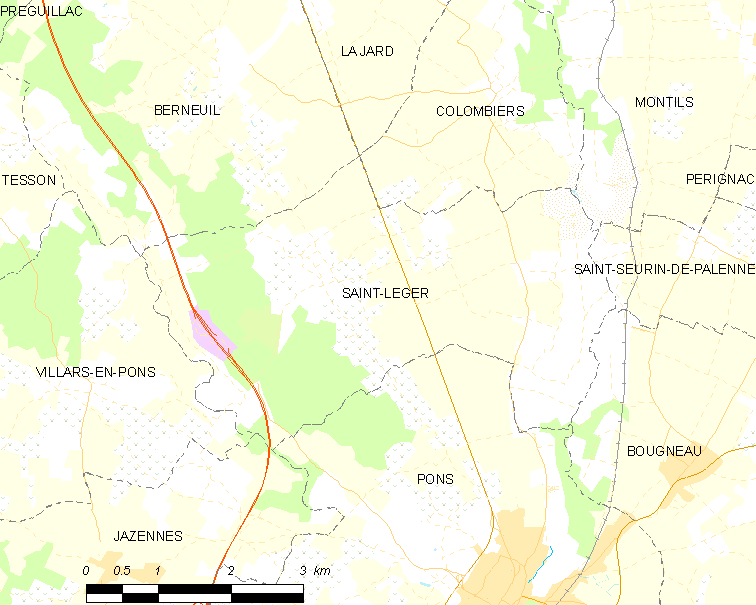
的OSM定位图

圣莱热的时区为UTC+01:00、UTC+02:00（夏令时）。

## 行政
圣莱热的邮政编码为17800，INSEE市镇编码为17354。

## 政治
圣莱热所属的省级选区为蓬镇县。

## 人口

1962-2008年间人口变化图示

圣莱热于2022年1月1日时的人口数量为672人。